# 2024 PT5
2024 PT5 é um Asteroide que ficará como uma segunda lua ao redor da Terra. Pertence ao cinturão de asteroides Arjuna e sua aproximação à Terra é consequência de perturbações gravitacionais provocadas pelo Sol. O asteroide 2024 PT5 deve permanecer em órbita entre 29 de setembro e 25 de novembro.